# Babbar Khalsa
Babbar Khalsa (pendjabi : ਬੱਬਰ ਖ਼ਾਲਸਾ, API : /bəbːəɾ xɑlsɑ/) est une organisation armée nationaliste sikh, créé en 1978. Descendant du Babbar Akali Movement et du Akhand Kirtani Jatha, le groupe veut la création d'un état indépendant sikh, le Khalistan.  Ce groupe terroriste est notamment responsable d’un attentat à la bombe sur un avion de ligne en 1985, le vol Air India 182, assassinant 329 personnes dont 80 enfants, et d’un second attentat manqué sur un autre avion de ligne, qui tue 2 bagagistes d’un aéroport japonais. Après la répression du début des années 1990, il est difficile de différencier Babbar Khalsa et sa branche extérieure, Babbar Khalsa International qui commet, à partir de 1995, elle aussi des attentats.
L'organisation est placée sur la liste officielle des organisations terroristes de l'Inde, des États-Unis, du Canada, de l'Union européenne, du Royaume-Uni, du Japon et de la Malaisie.